# 二子町 (春日井市)
二子町（ふたごちょう）は、愛知県春日井市にある地名。現行行政地名は二子町1丁目及び二子町2丁目。

## 地理
春日井市南西端部に位置する。東は南花長町、西は中新町、南は名古屋市北区東味鋺、北は味美白山町に接する。

## 歴史

### 町名の由来
町域に所在する味美二子山古墳の名称に由来する。

### 沿革
- 1969年（昭和44年） - 春日井市味美中新町・味美花長町・味美白山町の各一部により、同市二子町として成立[1]。

## 世帯数と人口
2019年（平成31年）4月1日現在の世帯数と人口は以下の通りである。
| 丁目        | 世帯数  | 人口    |
| ----------- | ------- | ------- |
| 二子町1丁目 | 379世帯 | 795人   |
| 二子町2丁目 | 336世帯 | 683人   |
| 計          | 715世帯 | 1,478人 |

### 人口の変遷
国勢調査による人口の推移
| 1995年（平成7年）  | 1,587人 | [ 7 ]  |  |
| 2000年（平成12年） | 1,612人 | [ 8 ]  |  |
| 2005年（平成17年） | 1,543人 | [ 9 ]  |  |
| 2010年（平成22年） | 1,586人 | [ 10 ] |  |
| 2015年（平成27年） | 1,499人 | [ 11 ] |  |

## 学区
市立小・中学校に通う場合、学区は以下の通りとなる。また、公立高等学校に通う場合の学区は以下の通りとなる。
| 丁目        | 番・番地等 | 小学校               | 中学校               | 高等学校 |
| ----------- | ---------- | -------------------- | -------------------- | -------- |
| 二子町1丁目 | 全域       | 春日井市立白山小学校 | 春日井市立味美中学校 | 尾張学区 |
| 二子町2丁目 | 全域       | 春日井市立白山小学校 | 春日井市立味美中学校 | 尾張学区 |

## 交通
- 国道302号（名古屋環状2号線・名古屋第二環状自動車道）
- 愛知県道102号名古屋犬山線（木曽街道）
- 名古屋鉄道（名鉄）小牧線味鋺駅

## 施設

### 1丁目
- 春日井二子山郵便局

### 2丁目
- 二子山公園
  - 味美二子山古墳
  - 御旅所古墳
  - ハニワの館
  - 春日井市二子学習等供用施設
- 白山神社
  - 味美白山神社古墳
- 天台宗日輪寺
- 瀬戸信用金庫味美支店

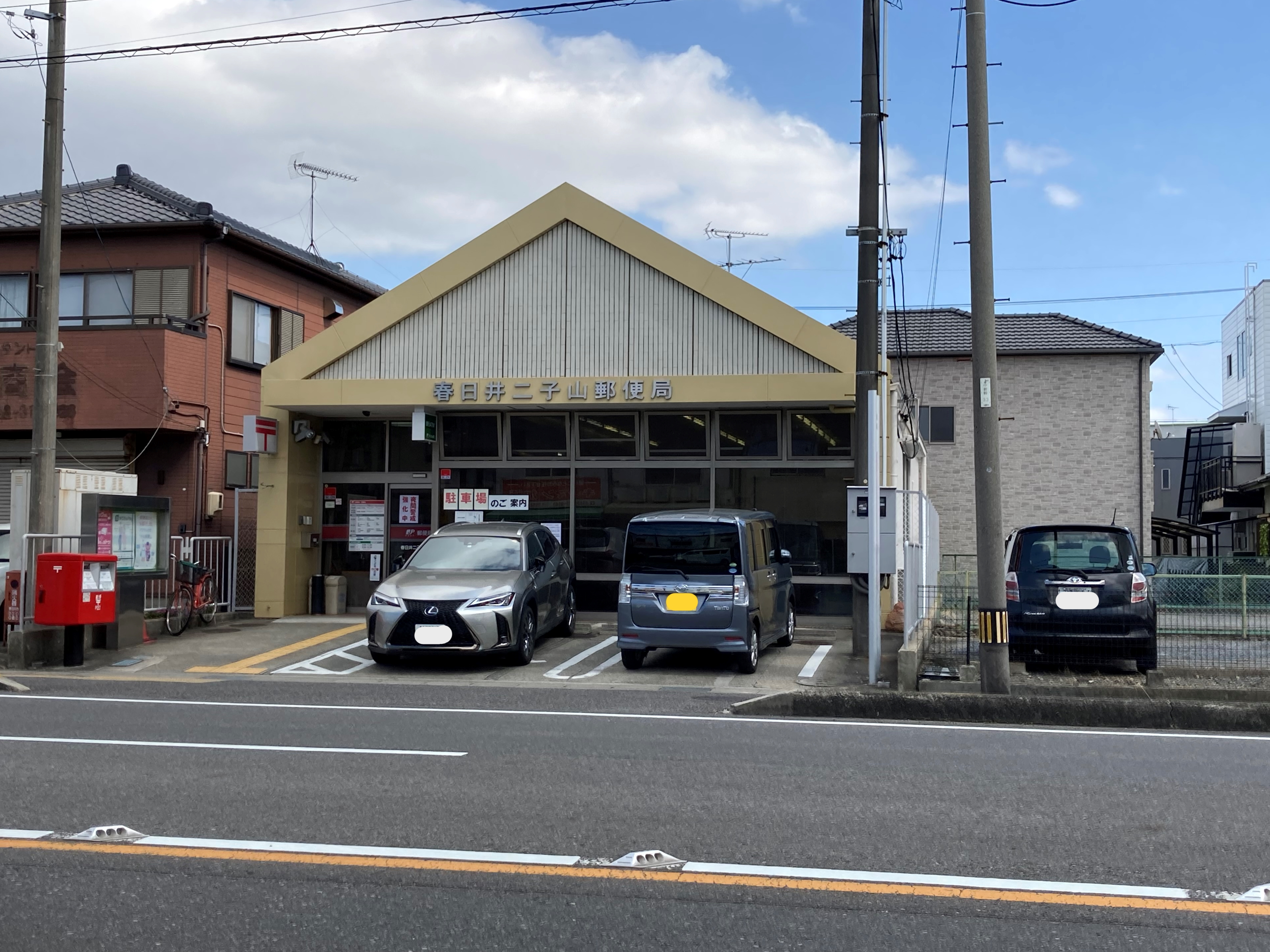
春日井二子郵便局
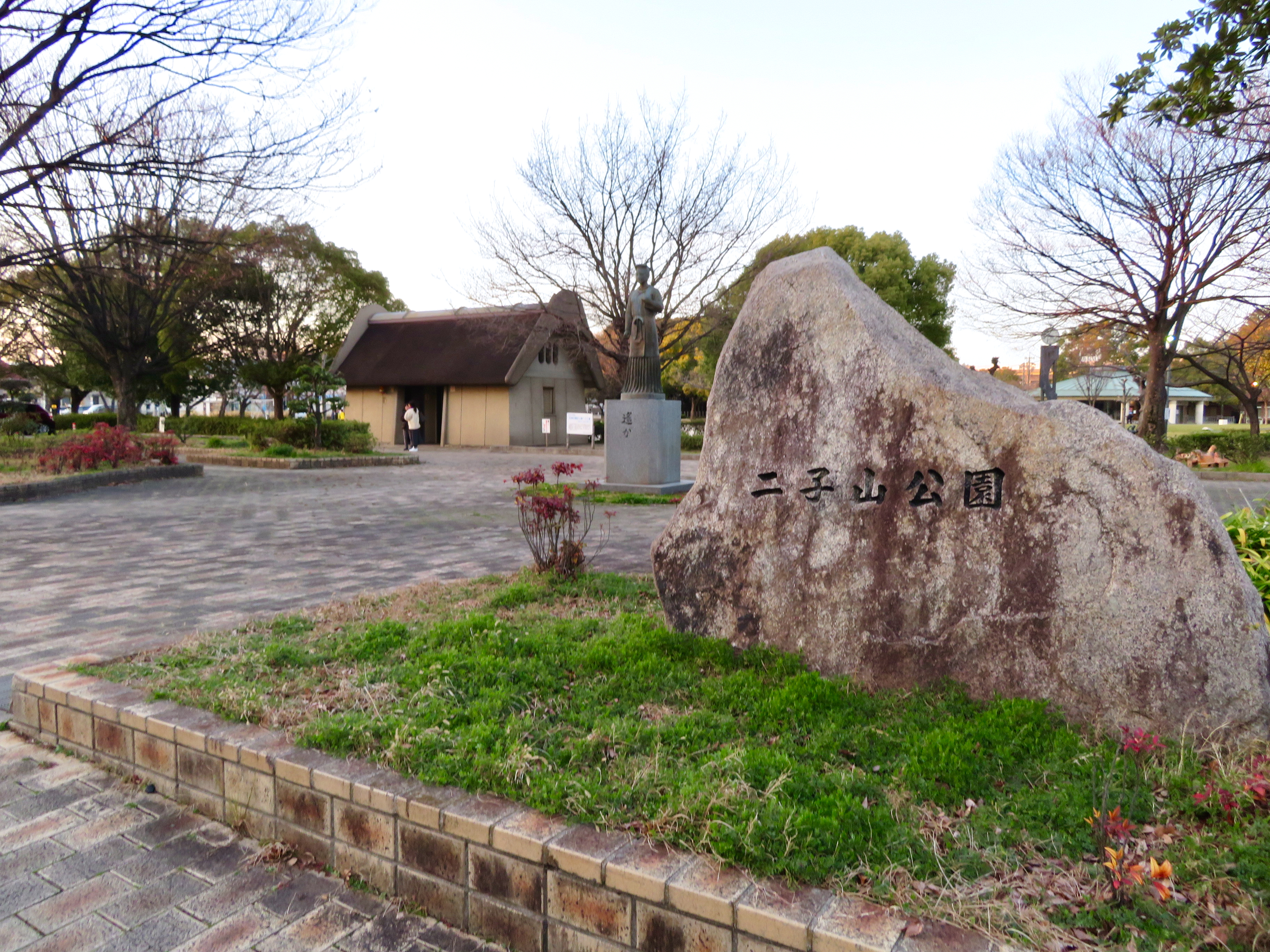
二子山公園
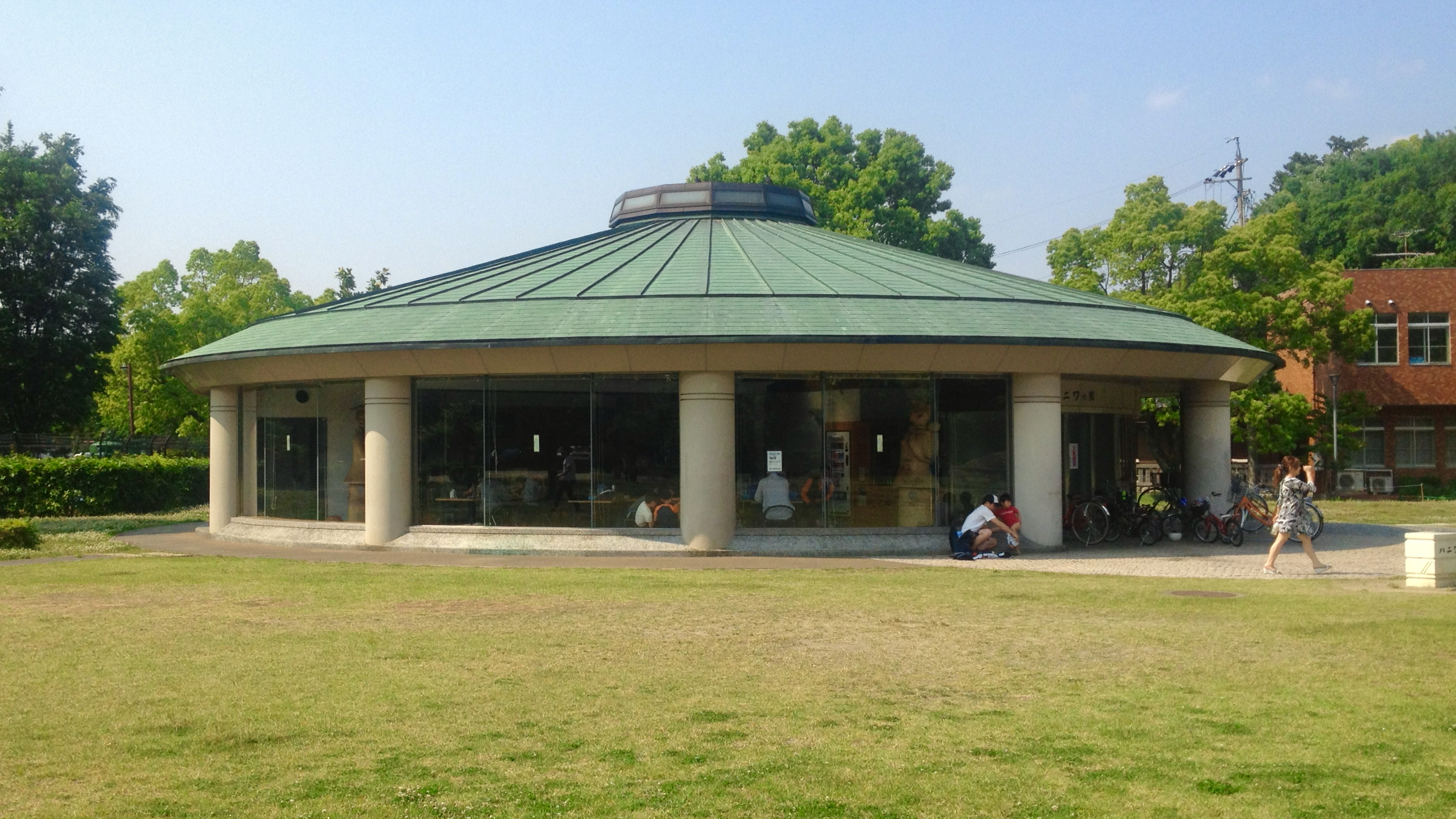
ハニワの館
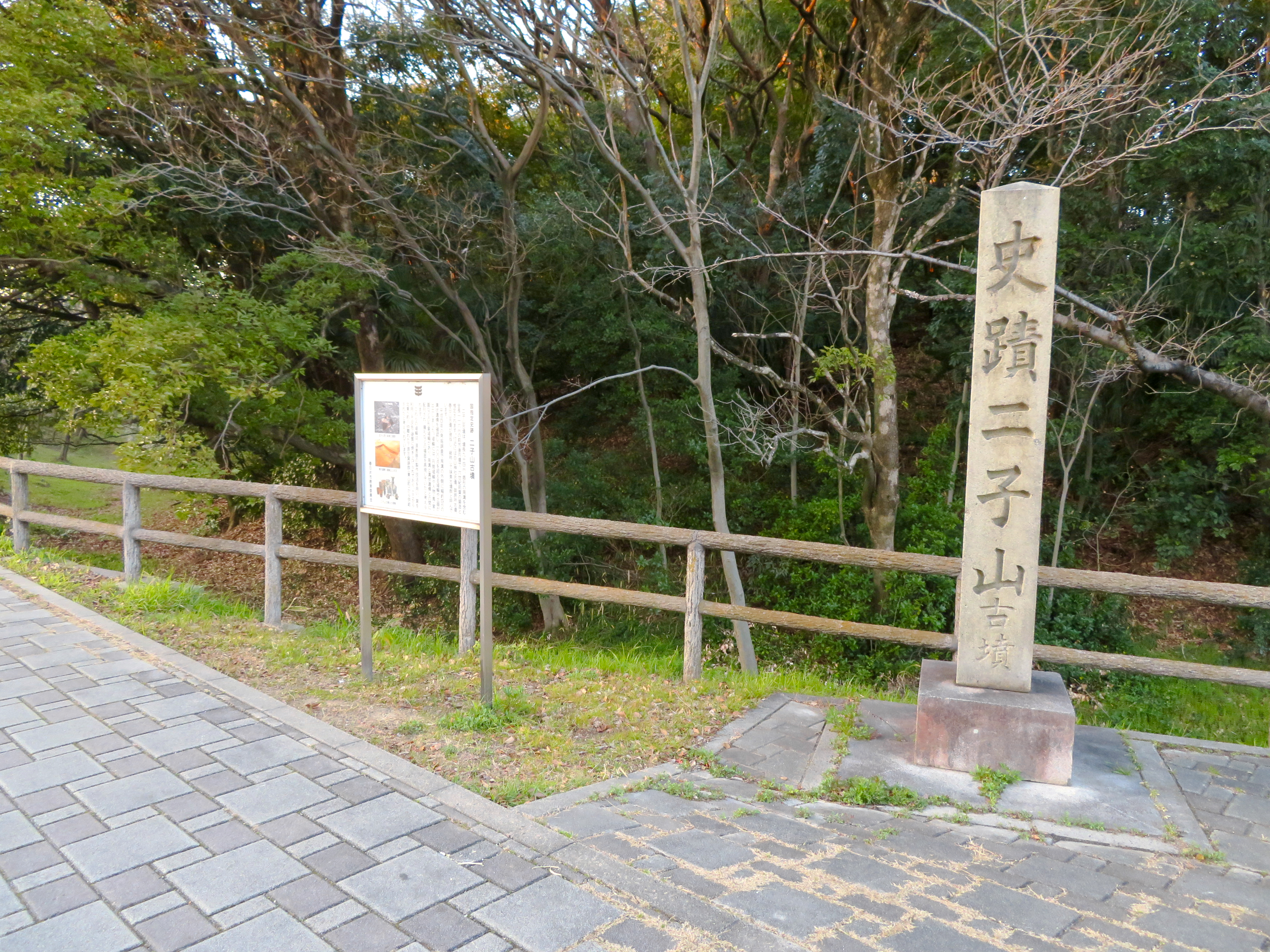
味美二子山古墳
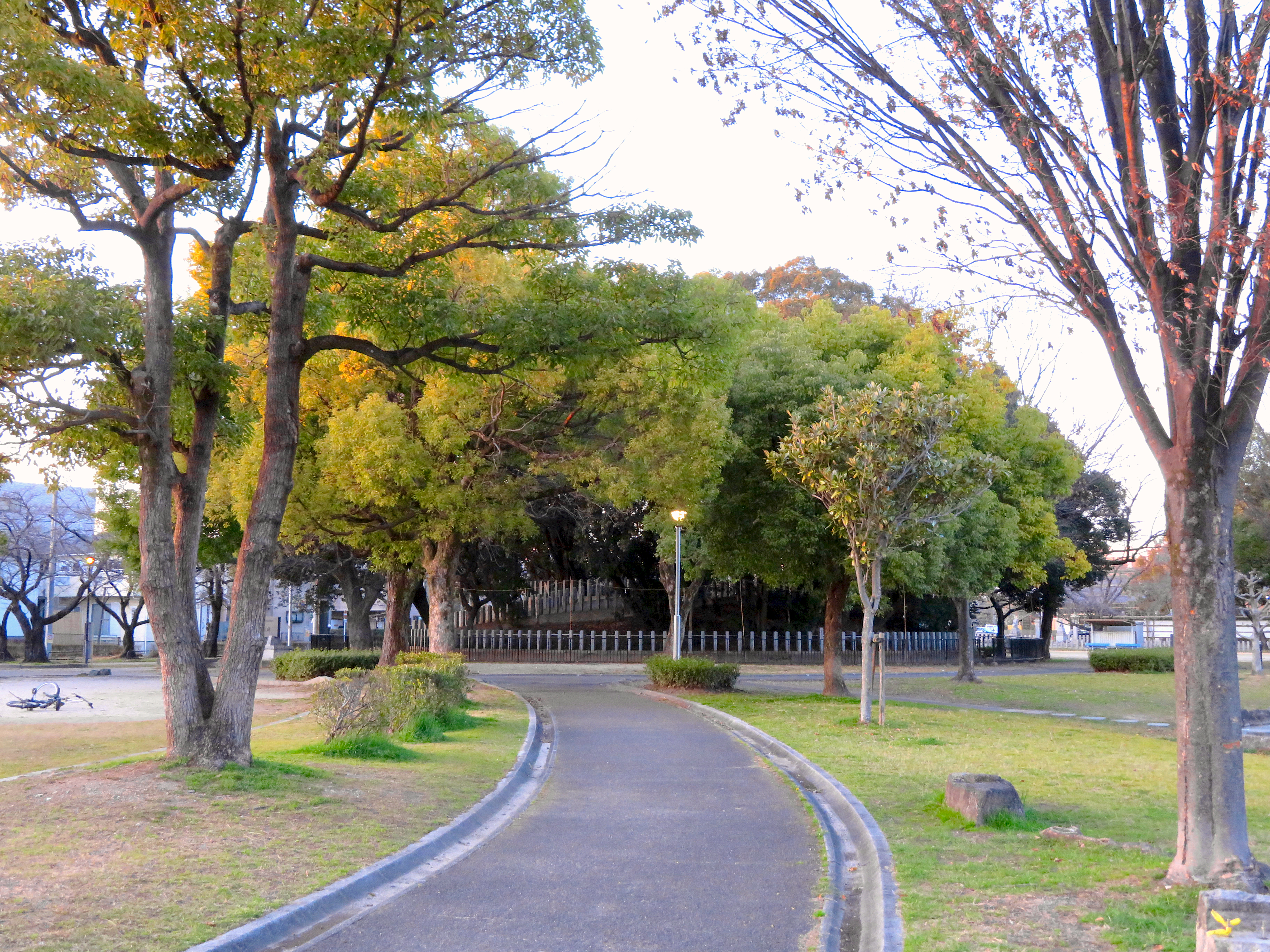
御旅所古墳
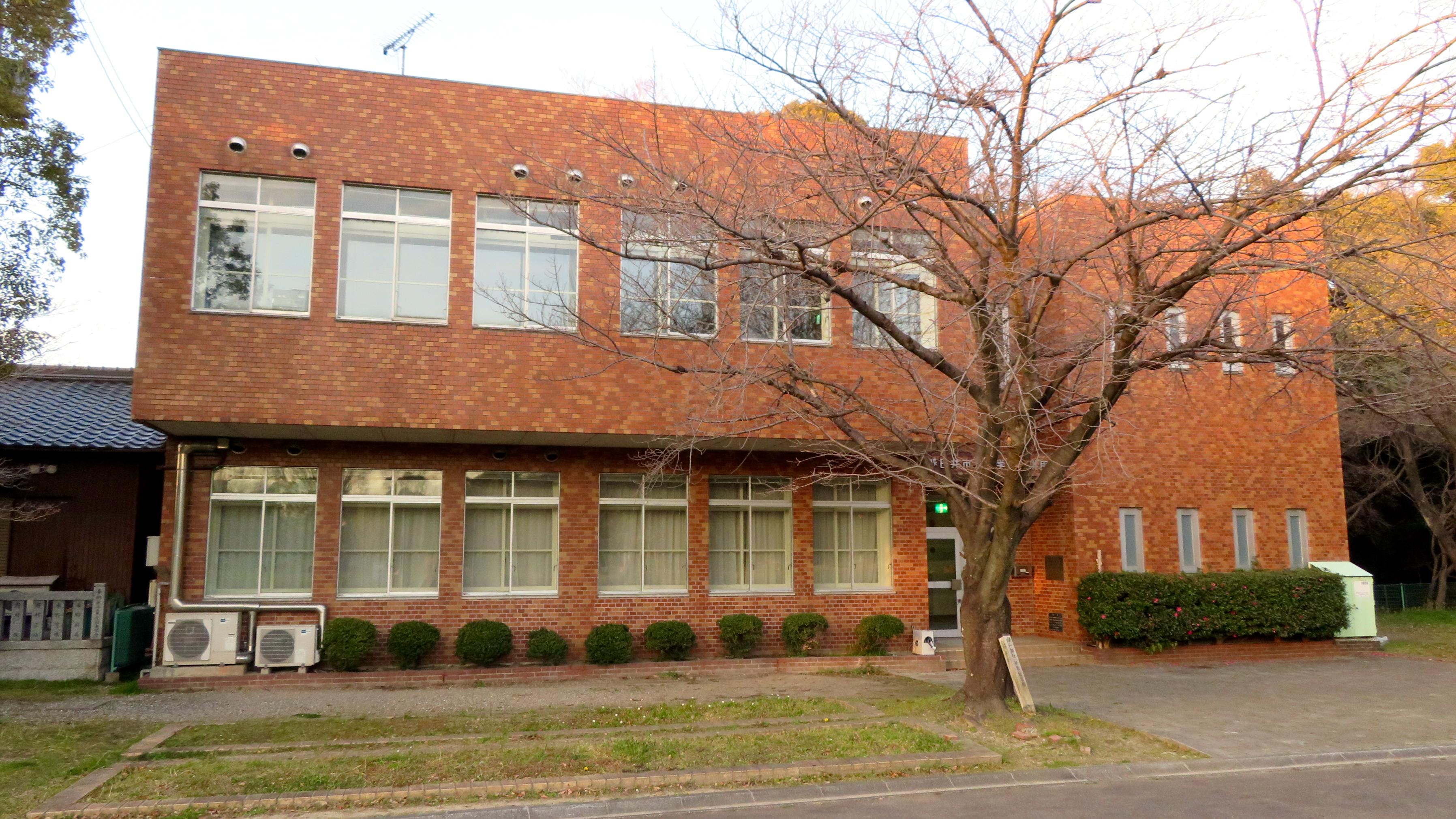
春日井市二子学習等共用施設
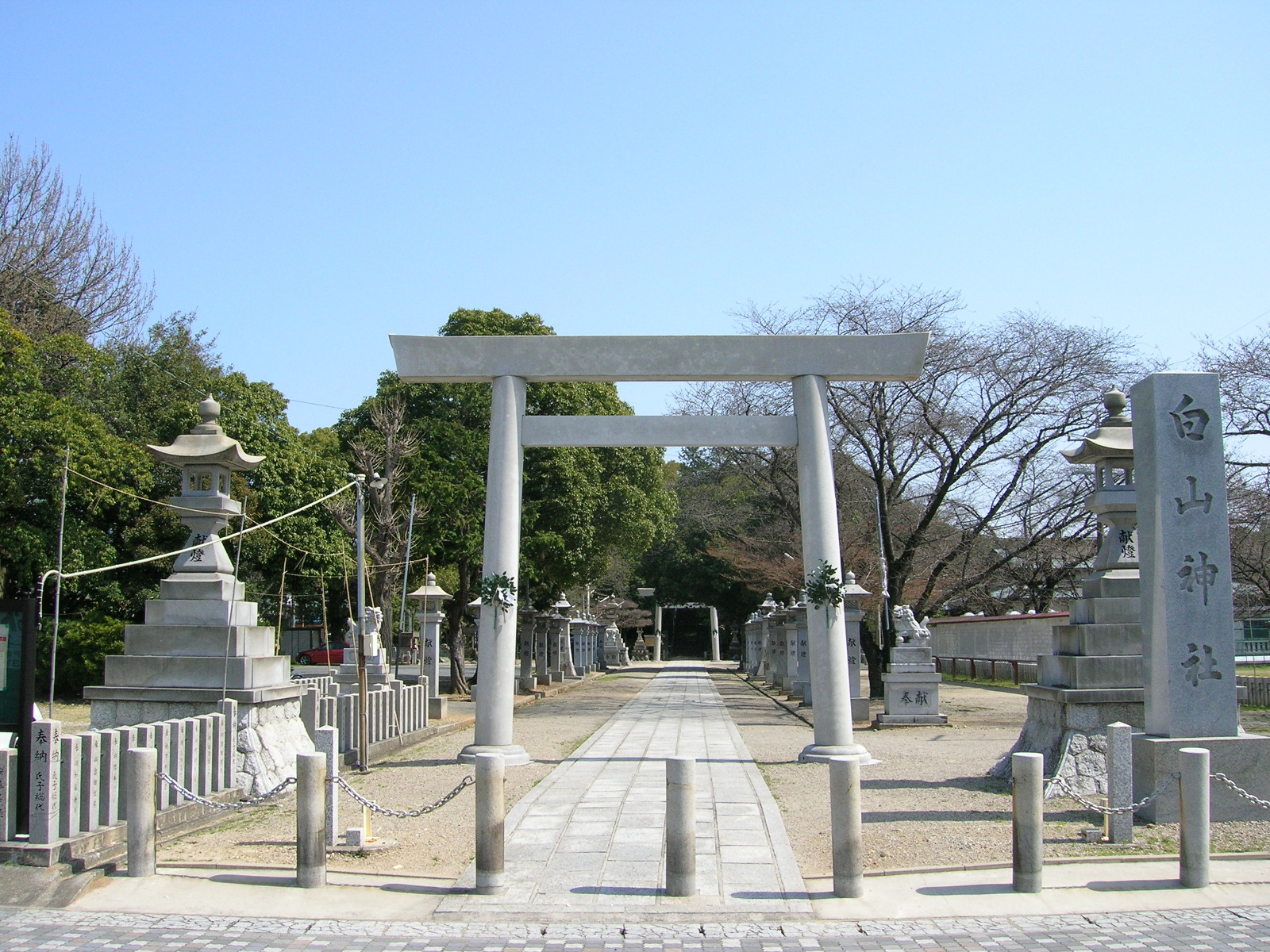
白山神社
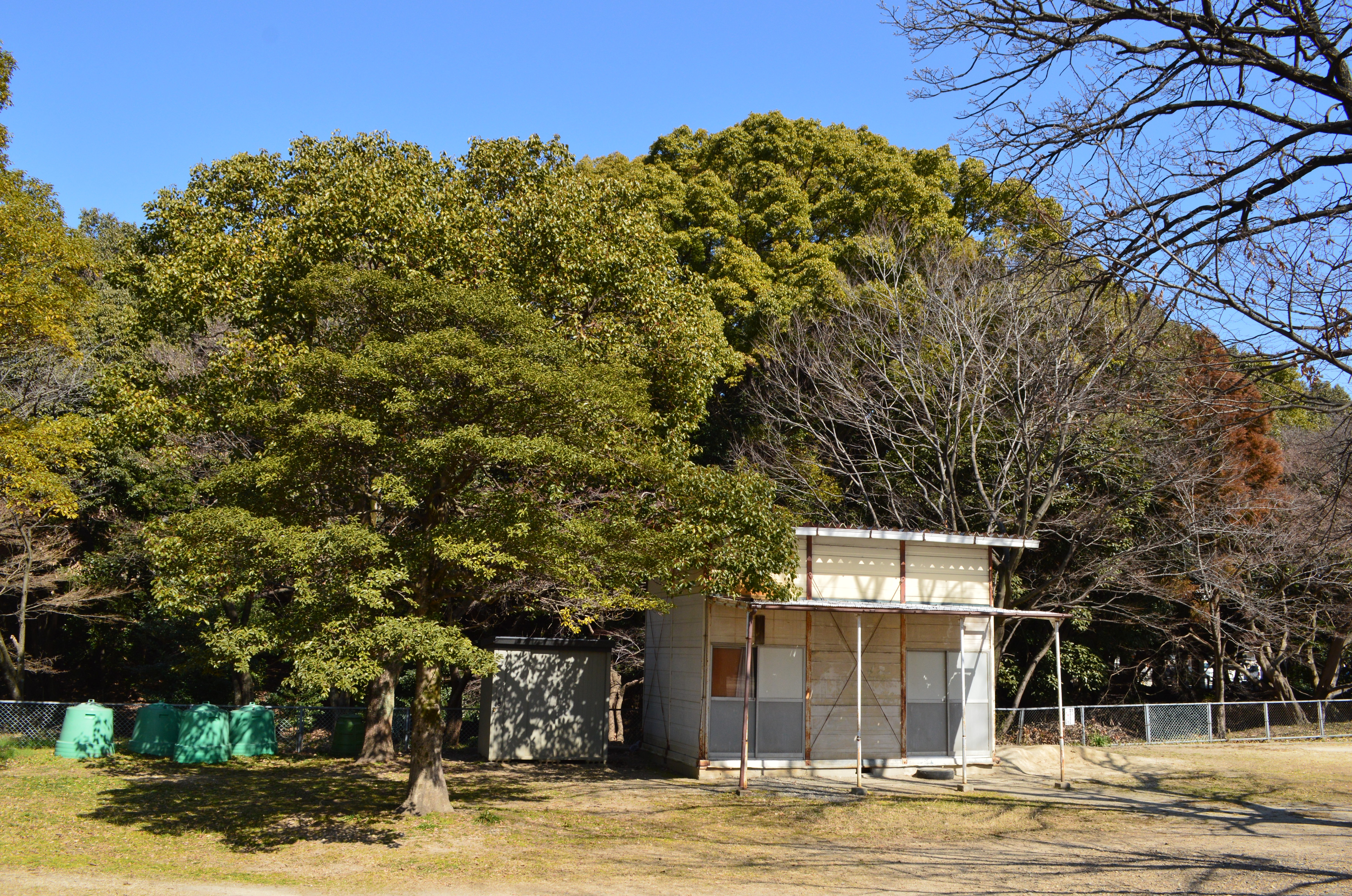
味美白山神社古墳
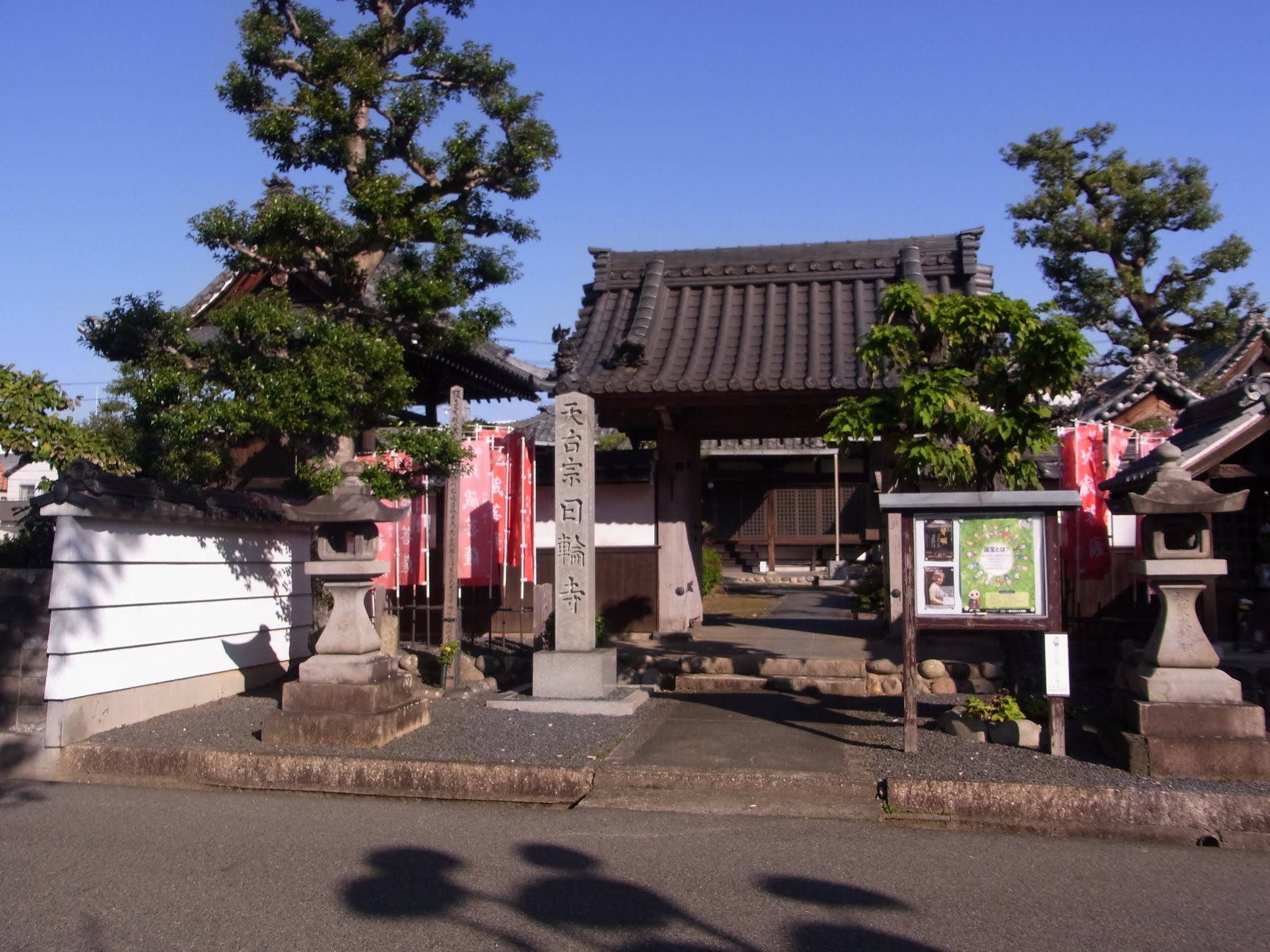
日輪寺
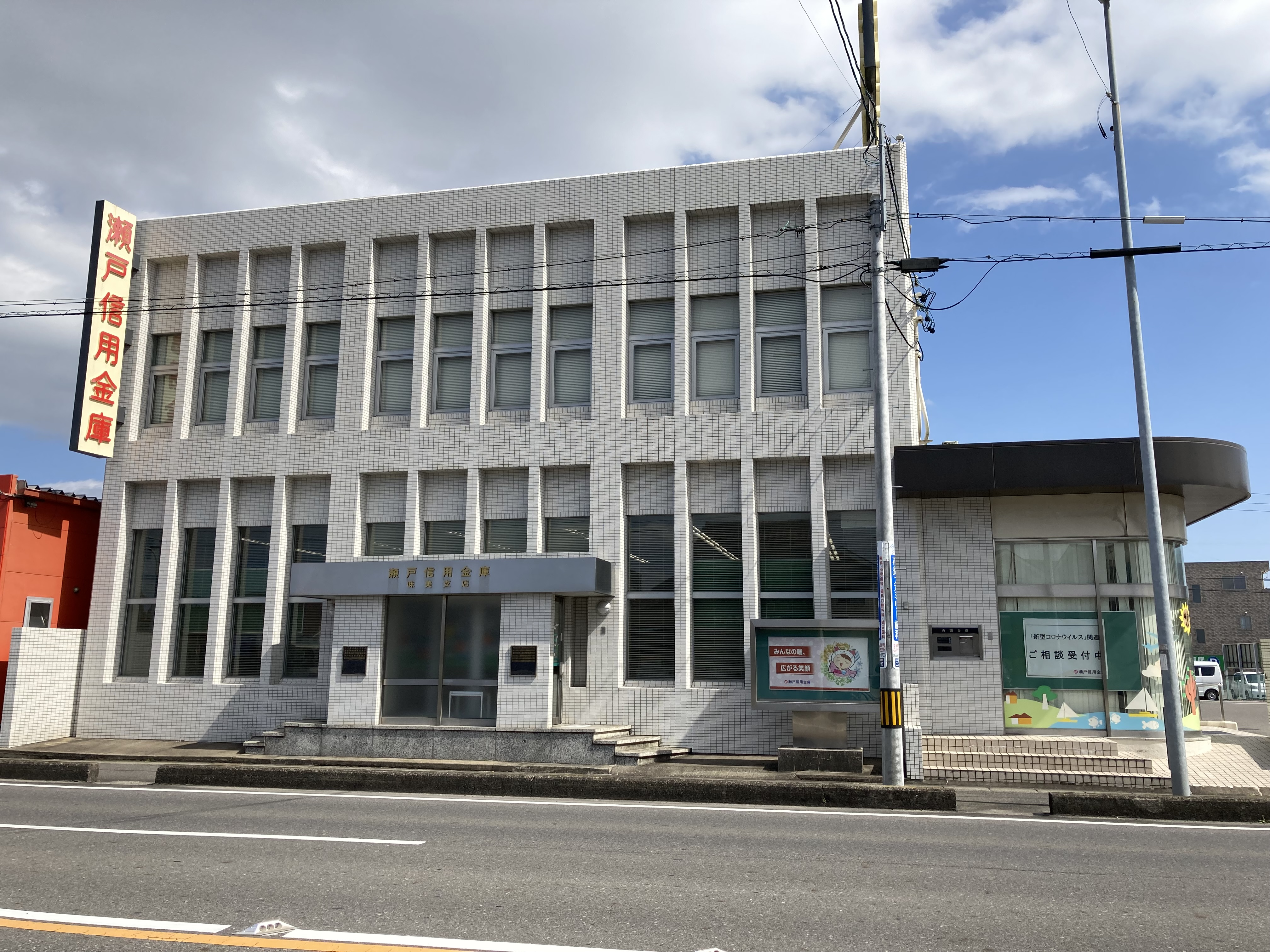
瀬戸信用金庫　味美支店